# سد عرضة
سد عُرُضَة أحد سدود الطائف التاريخية.

## الوصف
يعرف أيًضا باسم سد لَحِين٬ ويقع في وادي عرضة على يسار السالك للخط السريع المؤدي للشفا من الطائف٬ وهو شبه متهدم٬ وقد تبقى منه جزؤه الشمالي البالغ طوله خمسة عشر مترًا٬ بارتفاع أربعة أمتار ونصف المتر٬ وسمكه عند القاعدة ثمانية أمتار٬ وفي أعلاه 4.60 متر٬ ويعود تاريخ إنشائه إلى العصر الأموي.